# Emmanuel Meyssat
Emmanuel Meyssat, né le 19 mai 1980 à Annonay, est un coureur de fond français spécialisé en course en montagne et en trail. Il a remporté cinq titres nationaux en trail, course en montagne et kilomètre vertical.

## Biographie
Emmanuel connaît sa première sélection officielle en 1999 pour le Trophée mondial de course en montagne à Kota Kinabalu dans l'équipe junior. Il termine sixième et meilleur Français et remporte la médaille d'argent par équipes avec Ivan Bizet et Julien Rancon.
En 2007, il remporte la médaille d'argent aux championnats de France de course en montagne à Saint-Alban-les-Eaux derrière Julien Rancon.
Le 1er mai 2008, il remporte la victoire à la montée du Grand Ballon qui fait sa première apparition au calendrier du Grand Prix WMRA.
En 2011, il se concentre sur la saison du Trail Tour National (TTN) et remporte le titre de champion de France de trail court haut la main en remportant les six épreuves auxquelles il prend part.
Il prend à nouveau part au TTN sur trail court en 2013. Il remporte le Trail Drôme Lafuma, le trail court de la Vallée des Lacs et Courir pour des Pommes et termine deuxième au trail Givré et aux Championnats de France de trail court. Il remporte ainsi le classement court.
Il diversifie son palmarès en remportant le titre de champion de France de kilomètre vertical le 15 juin 2014 à Villard-Reculas.
En 2014, il est victime d'une fissure au tendon rotulien avec une tendinite chronique. Il passe un an hors des compétitions. Il se remet au vélo en avril 2015 et fait son retour à la compétition en septembre 2015 et remporte la SaintExpress en décembre 2015. Il change sa foulée et ses chaussures pour éviter ses problèmes de tendinite et s'essaie au régime cétogène fin 2016. Ces changements s'avèrent payants puisqu'il remporte la SaintéLyon.
Il connaît une excellente saison 2017. Le 4 juin, il remporte son premier titre de champion de France de course en montagne en battant Didier Zago et Julien Rancon à la montée du Grand Colombier. Le 8 juillet, il effectue une bonne course lors des championnats d'Europe de course en montagne à Kamnik pour terminer au pied du podium. L'équipe française complétée par Didier Zago et Julien Rancon se retrouve à égalité de points avec l'Italie mais comme tous trois ont terminé dans le top 8, ils décrochent la médaille d'or. Le 17 septembre, il domine la course des championnats de France de trail court à Gérardmer et remporte le titre.
Le 3 juin 2018 aux championnats de France de course en montagne à Arrens-Marsous, il prend un départ prudent, ne se sentant pas en forme. Malmené par Alexandre Fine puis devant gérer le retour de Julien Rancon, Emmanuel produit son effort en seconde partie de course pour prendre l'avantage et remporter son second titre.
D'abord non-sélectionné pour les championnats du monde de trail à Miranda do Corvo, il est appelé pour remplacer Aurélien Dunand-Pallaz, victime d'une fracture de fatigue. Il saisit sa chance et effectue une excellente remontée en fin de course pour terminer à la sixième place et permet ainsi à son équipe de remporter la médaille d'or.

## Palmarès

### Course en montagne
| no  | masculin           | Course                                       | Longueur | Départ         | Temps          |
| --- | ------------------ | -------------------------------------------- | -------- | -------------- | -------------- |
| 1re | Médaille d'or      | Montée du Grand Ballon                       | 13,2 km  | 1er mai 2008   | 1 h 1 min 34 s |
| 2e  | Médaille d'argent  | Montée du Grand Ballon                       | 13,2 km  | 21 mai 2009    | 1 h 1 min 30 s |
| 3e  | Médaille de bronze | Course du Canigou                            | 34 km    | 2 août 2009    | 3 h 6 min 30 s |
| 2e  | Médaille d'argent  | Montée du Grand Ballon                       | 13,2 km  | 13 mai 2010    | 1 h 0 min 31 s |
| 8e  | 8e                 | Championnats d'Europe de course en montagne  | 12,2 km  | 4 juillet 2010 | 48 min 29 s    |
| 1re | Médaille d'or      | Championnats de France de kilomètre vertical | 5,4 km   | 15 juin 2014   | 34 min 37 s    |
| 2e  | Médaille d'argent  | Ascension du Col de Vence                    | 11,8 km  | 30 avril 2017  | 43 min 8 s     |
| 1re | Médaille d'or      | Championnats de France de course en montagne | 12,1 km  | 4 juin 2017    | 1 h 5 min 28 s |
| 4e  | 4e                 | Championnats d'Europe de course en montagne  | 12,5 km  | 8 juillet 2017 | 1 h 4 min 10 s |
| 1re | Médaille d'or      | Ascension du Col de Vence                    | 11,8 km  | 6 mai 2018     | 43 min 28 s    |
| 1re | Médaille d'or      | Championnats de France de course en montagne | 11,4 km  | 3 juin 2018    | 59 min 40 s    |
| 7e  | 7e                 | Championnats d'Europe de course en montagne  | 11 km    | 7 juillet 2018 | 48 min 47 s    |

### Trail
| no  | masculin           | Course                                | Longueur | Départ            | Temps           |
| --- | ------------------ | ------------------------------------- | -------- | ----------------- | --------------- |
| 1re | Médaille d'or      | Le Bélier                             | 27 km    | 24 août 2008      | 1 h 50 min 56 s |
| 3e  | Médaille de bronze | Les Gendarmes et les Voleurs de Temps | 32 km    | 31 mai 2009       | 2 h 7 min 13 s  |
| 1re | Médaille d'or      | Lyon Urban Trail                      | 40 km    | 28 mars 2010      | 2 h 55 min 21 s |
| 2e  | Médaille d'argent  | SaintéLyon                            | 68 km    | 5 décembre 2010   | 5 h 21 min 35 s |
| 1re | Médaille d'or      | Trail Givré                           | 21 km    | 6 février 2011    | 1 h 12 min 24 s |
| 1re | Médaille d'or      | Lyon Urban Trail                      | 38 km    | 3 avril 2011      | 2 h 54 min 46 s |
| 1re | Médaille d'or      | Trail Drôme Lafuma                    | 23 km    | 17 avril 2011     | 1 h 50 min 52 s |
| 1re | Médaille d'or      | Trail des Forts du Grand Besançon     | 45 km    | 8 mai 2011        | 3 h 30 min 21 s |
| 1re | Médaille d'or      | La Transju'Trail                      | 36 km    | 5 juin 2011       | 3 h 4 min 52 s  |
| 1re | Médaille d'or      | Trail Faverges Odlo                   | 28 km    | 18 juin 2011      | 2 h 14 min 28 s |
| 1re | Médaille d'or      | Sur les Traces du Loup                | 33 km    | 25 juin 2011      | 2 h 7 min 19 s  |
| 1re | Médaille d'or      | P'tiot Sparnatrail                    | 33 km    | 13 novembre 2011  | 1 h 53 min 23 s |
| 1re | Médaille d'or      | Marathon des Causses                  | 37,3 km  | 27 octobre 2012   | 2 h 47 min 12 s |
| 2e  | Médaille d'argent  | Trail Givré                           | 21 km    | 3 février 2013    | 1 h 16 min 5 s  |
| 1re | Médaille d'or      | Trail Drôme Lafuma                    | 23 km    | 14 avril 2013     | 1 h 30 min 54 s |
| 1re | Médaille d'or      | Trail court de la Vallée des Lacs     | 25 km    | 16 juin 2013      | 1 h 56 min 48 s |
| 1re | Médaille d'or      | Courir pour des Pommes                | 35 km    | 22 septembre 2013 | 2 h 28 min 49 s |
| 2e  | Médaille d'argent  | Championnat de France de trail court  | 25,3 km  | 6 octobre 2013    | 1 h 51 min 17 s |
| 1re | Médaille d'or      | Marathon des Causses                  | 37,3 km  | 26 octobre 2013   | 3 h 3 min 10 s  |
| 1re | Médaille d'or      | SaintExpress                          | 44 km    | 5 décembre 2015   | 3 h 10 min 54 s |
| 3e  | Médaille de bronze | Lyon Urban Trail                      | 35 km    | 10 avril 2016     | 2 h 32 min 30 s |
| 1re | Médaille d'or      | Le Bélier                             | 27 km    | 19 août 2016      | 1 h 57 min 24 s |
| 1re | Médaille d'or      | SaintéLyon                            | 72 km    | 3 décembre 2016   | 5 h 17 min 27 s |
| 2e  | Médaille d'argent  | Lyon Urban Trail                      | 35 km    | 2 avril 2017      | 2 h 24 min 38 s |
| 1re | Médaille d'or      | Le Bélier                             | 27 km    | 26 août 2017      | 1 h 57 min 39 s |
| 1re | Médaille d'or      | Championnat de France de trail court  | 31,4 km  | 17 septembre 2017 | 2 h 30 min 29 s |
| 1re | Médaille d'or      | SaintéLyon                            | 72 km    | 2 décembre 2017   | 5 h 18 min 1 s  |
| 1re | Médaille d'or      | Éco-Trail de Paris Île-de-France      | 80 km    | 17 mars 2018      | 6 h 0 min 59 s  |
| 1re | Médaille d'or      | Le Bélier                             | 27 km    | 24 août 2018      | 1 h 56 min 30 s |
| 6e  | 6e                 | Championnats du monde de trail        | 44 km    | 8 juin 2019       | 3 h 43 min 20 s |
| 1re | Médaille d'or      | Le Bélier                             | 27 km    | 24 août 2019      | 2 h 0 min 54 s  |
| 2e  | Médaille d'argent  | SaintéLyon                            | 76 km    | 30 novembre 2019  | 6 h 2 min 14 s  |

## Records
| Épreuve       | Performance    | Date           | Lieu            |
| ------------- | -------------- | -------------- | --------------- |
| 1 500 mètres  | 4 min 19 s 7   | 25 mai 2008    | Roanne          |
| 3 000 mètres  | 8 min 45 s 84  | 28 avril 2024  | Roanne          |
| 5 000 mètres  | 15 min 41 s 91 | 5 mai 2013     | Roanne          |
| 10 kilomètres | 29 min 39 s    | 5 janvier 2025 | Nice            |
| 15 kilomètres | 47 min 45 s    | 1er mai 2023   | Le Puy-en-Velay |